# Villino Elena e Maria
Il villino Elena e Maria è un palazzo di Napoli. Fu eretto nel 1904 su disegno dell'ingegnere Michele Capo e dell'architetto Ettore Bernich, i quali lo impostarono secondo lo stile liberty che in quegli anni era architettonicamente egemone in città, evidenziando tuttavia numerosi aspetti marcatamente eclettici, a partire dal portale e dalle pompose decorazioni.

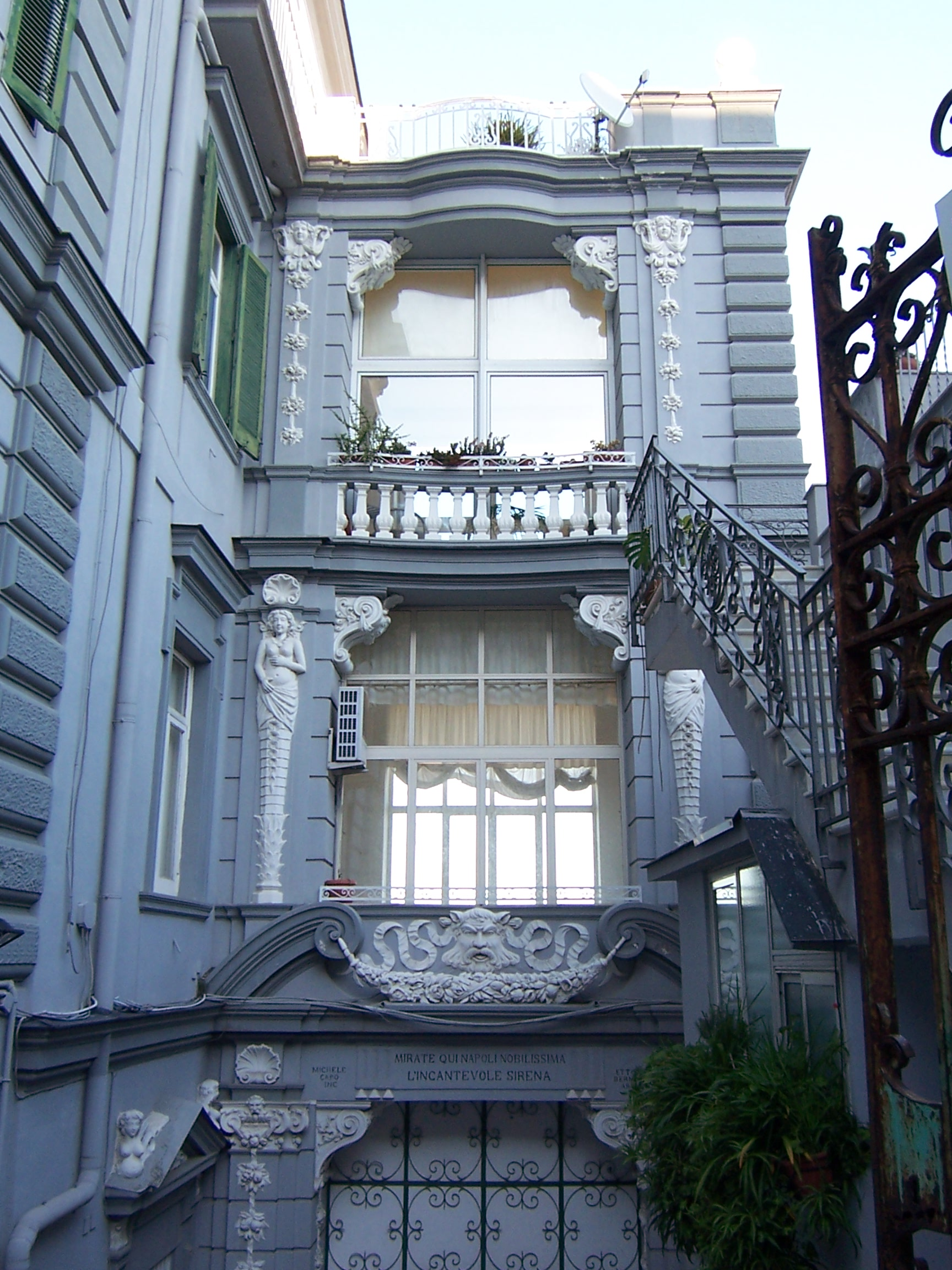
La scalinata

La struttura, posta agli inizi della spianata di San Martino, è a due piani con una piccola altana al culmine. La struttura centrale in stile liberty, con balconate in elaborati motivi in ferro battuto, forma un brusco contrasto con le due ali, in stile neoclassico. Questi contrasti sono tipici dello stile eclettico della villa. Finemente lavorati (in ossequio al filone floreale) sono anche gli elementi in ferro, che si ritrovano nei balconi, ma anche nella ringhiera della scala esterna. Ricorrono sulla facciata iscrizioni e stucchi di gusto marinaresco, mentre desta particolare attenzione l'ingresso secondario, al civico 43, ricco di fastose decorazioni eclettiche a stucco e che reca un'altra iscrizione, la quale invita a mirare l'incantevole sirena.